# Сушица (Дебърско)
Вижте пояснителната страница за други значения на Сушица.
Сушица (на македонска литературна норма: Сушица) е село в Северна Македония, в община Дебър.

## География
Селото е разположено в областта Горни Дебър в Дебърското поле.

## История
Името е от „суходолица“ и е изключително популярно.
В поменика на манастира Матка селото е споменато като Сушица, а в Бигорския поменик като Сушица Долна.
В XIX век Сушица е малко село в Дебърска каза на Османската империя. В „Етнография на вилаетите Адрианопол, Монастир и Салоника“, издадена в Константинопол в 1878 година и отразяваща статистиката на населението от 1873 година, Сушица (Souchitza) е посочено като село с 8 домакинства, като жителите му са 17 албанци мюсюлмани.
Според статистиката на Васил Кънчов („Македония. Етнография и статистика“) в 1900 година Сушица има 76 жители българи християни.
В 1915 година, по време на Първата световна война, селото е анексирано от Царство България. Към 1 март 1916 година Сушица е част от Дебърската градска община на българската Дебърска околия.